# Amata rantaisana
Amata rantaisana är en fjärilsart som beskrevs av Jinhaku Sonan 1941. Amata rantaisana ingår i släktet Amata och familjen björnspinnare. Inga underarter finns listade i Catalogue of Life.